# Opala, Kongo-Kinshasa
Opala är en stad vid Lomamifloden, en biflod till Kongofloden, i provinsen Tshopo i Demokratiska republiken Kongo.
Staden har knappt 16 000 invånare och är centrum för territoriet Opala.
I Opala upptäcktes av utomstående 2007 det första exemplaret av markattearten lesula.